# Oxira arvensis
Oxira arvensis là một loài bướm đêm trong họ Noctuidae.